# (527604) 2007 VL305
2007 VL305 ali 2007 VL 305 je Neptunov trojanec v Lagrangeevi točki L4 (to pomeni, da je za okoli 60° pred Neptunom)

## Odkritje
Asteroid je bil odkrit v letu 2007 v okviru programa Sloan Digital Sky Survey (SDSS).

## Lastnosti
Njegov naklon tira je okoli 28 °, kar je največ med vsemi Neptunovimi trojanci (v maju 2008). Njegova absolutni izsev je 7,9, kar nam da polmer med 65 in 150 km.
Doslej so ga opazovali 18-krat v 3 opozicijah.